# Имущественное планирование
Имущественное планирование (англ. estate planning) — процесс управления активами человека для снижения рисков и издержек при наследовании.

## Цель
По мнению Каи Латерман целями имущественного планирования является минимизация потерь в процессе передачи наследства, выбор оптимального режима функционирования активов до смерти владельца. Одной из целей является верное распределении активов людям в соответствии с волей владельца активов.

## Методы
В рамках англо-саксонского правового поля имущественное планирование заключается в грамотном оформлении завещаний, доверенностей, трастов, подарков. Существуют и другие методы.
У людей есть выбор, как реализовывать эти меры: самостоятельно или с помощью профильных специалистов. В последнем случае Латерман отмечает, что затраты на качественное имущественное планирование (включая оплату накладных расходов и оплату юридических услуг) составляют в среднем 5-15 % от общей суммы наследства.

## Риски
По мнению Боба Карлосона существует не менее семи распространенных ошибок при имущественном планировании, которые совершают люди вне зависимости от своего достатка:
- неумение проверить качество составленного имущественного плана
- устаревание списка бенефициантов
- изменение ситуации с наследством, законами
- неспособность финансировать отзывные трасты (актуально для США)
- несогласованность трастов и пенсионных планов (актуально для США)
- устаревание доверенностей
- устаревание имущественного плана